# Dinagat
Dinagat (Bayan ng Dinagat) är en kommun i Filippinerna. Kommunen tillhör provinsen Dinagatöarna och ligger på ön med samma namn. Folkmängden uppgår till 9 883 invånare.
Dinagat är indelat i 12 barangayer.